# Glyptobaridia
Glyptobaridia är ett släkte av skalbaggar. Glyptobaridia ingår i familjen vivlar.
Kladogram enligt Catalogue of Life:
| Glyptobaridia | \| \| Glyptobaridia hystrix \| \| \| \| |
|               | \| \| Glyptobaridia hystrix \| \| \| \| |
|               | Glyptobaridia hystrix                   |
|               |                                         |